# Costanzo Preve
Costanzo Preve (Valenza, Piamonte, Italia, 14 de abril de 1943-Turín, Piamonte, Italia, 23 de noviembre de 2013) fue un filósofo, ensayista, profesor y politólogo italiano. De inspiración marxista y neohegeliana, escribió numerosos libros y ensayos de temática filosófica, publicados en Italia y el extranjero.

## Biografía
El padre, que el momento del nacimiento de Costanzo está movilizado, trabaja como funcionario del Ferrocarril estatal, mientras que la madre, ama de casa, proviene de una familia ortodoxa de origen armenio. Lo cría la abuela materna en lengua francesa, y a través de ella comienza a conocer la cultura y la lengua griega; ambas circunstancias tendrán una gran importancia en la vida de Preve. Personalmente no es creyente, aunque reconoce la importancia del conocimiento religioso. Estudia en Turín, donde obtendrá el título de bachillerato clásico en 1962; durante los meses de verano trabaja en el campo en Reino Unido. Por presiones del padre, en 1962 se matricula en la Facoltà di giurisprudenza de la Universidad de Turín. Constatándose su total desinterés por los estudios jurídicos, en 1963 decide cambiar a la Facoltà di Scienze Politiche, que, sin embargo, nunca frecuentará. De todas forma, en junio de 1967 obtiene la laurea, defendiendo una tesis sobre Temi delle elezioni politiche italiane del 18 aprile 1948 dirigida por el Alessandro Galante Garrone.
El mismo año, en 1963, obtiene por concurso una beca de estudios en la Universidad de París, donde va con el propósito de estudiar filosofía. En París, frecuentará los cursos sobre Hegel impartidos por Jean Hyppolite, los seminarios de Louis Althusser y de Jean-Paul Sartre, y bajo la dirección de Roger Garaudy y de Gilbert Mury, se aproximará a Karl Marx. En París sigue sobre todo cursos de filosofía griega clásica y de germanística, y en 1964 gracias a otra beca de estudios estudia durante el semestre invernal en la Freie Universität (Universidad Libre de Berlín). En 1965 pasa del departamento de germanística al de griego moderno, y gana una beca de estudio para estudiar en Atenas. En la Universidad de Atenas estudia griego clásico con Panagis Lekatsas e historia contemporánea con Nikos Psyroukhis, que ejercen sobre Preve una gran influencia. Aquí elabora una tesis en griego moderno sobre el tema La Ilustración griega y sus tendencias radicales y revolucionarias. Etnogénesis de la nación griega moderna entre el siglo XVIII y el XIX. El problema de la discontinuidad con la grecidad clásica y con la grecidad bizantina.
En 1967 vuelve a Turín y se casa al año siguiente. En 1968 obtiene por oposición una plaza como profesor de instituto de lengua y literatura francesa y de historia de la filosofía mientras que en 1970 gana la plaza de profesor de liceo de filosofía y de historia. Profesor desde 1967 hasta su jubilación en 2002, durante dos años (1967-69) enseña francés e inglés, mientras que durante treinta y tres años (1969-2002) es docente de historia y filosofía en el V Liceo Scientifico de Turín (hoy Liceo Alessandro Volta). De 1967 a 1978 desarrolla una intensa actividad política, militando entre 1973 y 1975 en el PCI (Partito Comunista Italiano) para militar después en varios grupos de la izquierda extraparlamentaria. En estos años, la actividad filosófica de Preve se centra en el intento de conciliar existencialmente el comunismo, el marxismo y la filosofía.
En 1978 Gianfranco La Grassa, Maria Turchetto y Augusto Illuminati lo invitan a participar en varias colaboraciones. Con ellos fundará en 1982 el CSMS (Centro Studi di Materialismo Storico) de Milán, del cual redactará el manifiesto programático En este contexto, y para la financiación de este centro, sale el primer volumen independiente (cfr. La filosofia imperfetta, Franco Angeli, Milano 1984). Este texto testimonia su firme adhesión a la propuesta filosófica de la Ontología del ser social del último Lukács, y también, indirectamente, su distancia definitiva respecto de la escuela de Louis Althusser. Junto a Franco Volpi, Maria Turchetto, Augusto Illuminati, Fabio Cioffi, Amedeo Vigorelli y otros, funda en 1980 en Milán la revista de debate Metamorfosi, que publicará dieciséis números monográficos durante los años 80.
En casi todos los números hay contribuciones suyas, que van desde el examen del operaísmo italiano de Panzieri a Tronti e Negri, pasando por el análisis del marxismo disidente en los países socialistas, a la discusión sobre la filosofía de Lukács, la crítica de las ideologías del progreso histórico, a la indagación sobre el estatuto filosófico de la crítica marxiana de la economía política. En 1983 contribuye a organizar, junto a Emilio Agazzi, un congreso internacional dedicado al centenario de la muerte de Marx (Milán, diciembre de 1983), y presenta una ponencia sobre las categorías modales de necesidad y de posibilidad en Marx. Desde esta experiencia, nace una revista llamada Marx 101, que se publicará durante las dos siguientes décadas en dos series de números monográficos y de los que Preve será miembro del comité de redacción. Durante los años 80 colaboran en el periódico teórico Democrazia Proletaria, órgano del partido homónimo (Democracia Proletaria, 1976-1991), que después y junto a

## Pensamiento
Su reflexión puede dividirse en dos grandes periodos. En el primero (1975-1991), ha intentado oponerse a la deriva post-moderna y disolutoria seguida por la inmensa mayoría de la izquierda italiana (en particular de los intelectuales vinculados al PCI) recuperando los puntos fundamentales de la tradición marxista independiente, completamente ajena a las incorporaciones burcráticas del marxismo como ideología de legitimación de partidos y estados (sobre todo, el último Lukács, el último Althusser, Ernst Bloch, o Theodor W. Adorno). En un segundo periodo posterior, tras el final del socialismo real (que Preve denomina comunismo storico novecentesco 1917-1991 (comunismo histórico del siglo XX), y en disenso con todos los intentos de su continuación/refundación puramente político-organizativa, en cambio ha trabajado en una refundación antropológica del comunismo, marcando cada vez más la discontinuidad teórica y política con los conglomerados identitarios de la izquierda italiana (primero, frente al Partido de la Refundación Comunista, pero también y especialmente, frente al operaísmo y Toni Negri en particular).
Durante los años 90, sus trabajos aparecieron en revistas vinculadas a la izquierda alternativa (L'Ernesto, Bandiera Rossa) y en revistas como Indipendenza y Koiné, donde Preve sostuvo la explícita superación del dualismo Derecha/Izquierda, alcanzando posiciones opuestas a las del filósofo Norberto Bobbio (con el que mantuvo un intercambio de ideas durante más de 20 años) En los primeros años del siglo XXI, colaboró con la revista Comunitarismo, primero, y Comunità e Resistenza, después. Hasta su muerte, fue redactor del cuatrimestral Comunismo e Comunità.

### Interpretación de la historia de la filosofía
En Una nuova storia alternativa della filosofia. Il cammino ontologico-sociale della filosofia, Preve reelee el conjunto de la historia de la filosofía desde la categoría de comunidad y utiliza como método el método de la deducción social de las categorías del pensamiento. Con él identifica la génesis particular de las ideas y, al mismo tiempo, la distingue de su validez universal. El horizonte de la historia de la filosofía de Preve es un horizonte abierto a la verdad, entendida hegelianamente como proceso de autoconocimiento histórico y síntesis de ontología y axiología de la experiencia histórica humana. En su propuesta de ontología del ser social, reconoce racionalmente la naturaleza solidaria y comunitaria del ser humano y la autonomía cognoscitiva de la filosofía, contrastando toda forma de reduccionismo nihilista, relativista o ideológico.

### Análisis filosófico del capitalismo
Preve entiende el capitalismo como una totalidad económica, política y cultural que ha de estudiarse en todas sus dimensiones. Propone subdividirlo filosóficamente en tres fases: 
1. abstracta (siglos XVII-XVIII); 
2. dialéctica (desde 1789 a 1991) con una protoburguesía ilustrada o romántica, una burguesía que, desde 1848, se torna positivista y después, desde 1914, existencialista, y una tardoborguesía, entre 1968 y 1990, cada vez más individualista y libertaria; 
3. especulativa (postburguesa y post-proletaria, desde 1991 en adelante) en la que el capital se concreta como absoluto, expandiéndose más allá de las dicotomías anteriores a la derecha en lo económico, al centro en lo político y a izquierda en lo cultural.

### Lo políticamente correcto
En el pensamiento de Preve también es importante su crítica de lo políticamente correcto, en la que retoma algunos de los temas ya tratados en su obra; en la concepción previana, que considera lo políticamente correcto, además de como la ideología de fondo del Occidente imperialista, un arma del capitalismo para atraer a sectores débiles, el concepto constaría de los siguientes puntos:
- americanismo como situación presupuesta, también con la forma de una benévola crítica al gobierno estadounidense;
- religión del holocausto: Preve no secunda el negacionismo del Holocausto y condena los genocidios, pero no considera la Shoah un acontecimiento único, pero utilizado por el sionismo para legitimar las acciones de Israel a través del sentimiento de culpa de Europa;
- teología de los derechos humanos, que Preve considera (como otros filósofos marxistas como Slavoj Žižek o Domenico Losurdo, o comunitaristas como Alain de Benoist) solo una astucia y una tapadera del capitalismo para imponerse y eliminar, en realidad, los derechos de los pueblos y de los trabajadores, extendiendo el liberalismo y el imperialismo a nivel global;
- antifascismo en ausencia completa de fascismo: el antifascismo, positivo en un tiempo, es considerado un fenómeno perjudicial y a favor del sistema capitalista ya que el fascismo fue derrotado, encaminado a crear tensiones entre las distintas fuerzas antisistema, y a fungir de nueva ideología de la izquierda postcomunista y post-estalinista (tras el gradual abandono del marxismo-leninismo que, según Preve, tuvo lugar a partir de 1956 y como efecto de la des-stalinización), que se vuelve así inútil;
- falsa dicotomía Izquierda/Derecha como prótesis de manipolación politológica: derivado de lo anterior, esta teoría apuntaría a dividir el frente anticapitalista impidiendo la unión entre comunistas y socialistas nacionales contra el capital.

### Comunismo comunitario
«El comunitarismo es la vía maestra que conduce al universalismo, entendido como campo confrontación entre comunidades unidas por los caracteres del género humano, de la socialidad y de la racionalidad.» (De Elogio del Comunitarismo).
La propuesta política de Preve va en la línea de un comunismo comunitario universalista, que ha de entenderse como corrección democrática y humanista del comunismo, corrigiendo con ello los excesos y problemas del comunismo histórico del siglo XX. El comunismo comunitario o comunitarista trazado por Preve es un sistema social que constituye una síntesis de individuos liberados y comunidades solidarias. No ha de entenderse como la inevitable salida historicissta y positivista de una historia que se desarrollaría linealmente, como tampoco de forma aleatoria en un sentido althusseriano, sino más bien aristotélicamente, en potencia, a partir de la resistencia a la disolución comunitaria producida por la acumulación individual. El problema de la deseabilidad de la democracia se plantea sobre bases antropológicas, apostando por las potencialidades ontológicas de la dimensión político-comunitaria (zόon politikόn) del ser humano y las nociones de justa medida social (zόon lόgon échon), capaces de construir modelos de convivencia social que afirman la prioridad ética y comunitaria de contener los procesos económicos disolutorios de la globalización. La emancipación del individuo tendría lugar a partir del enraizamiento comunitario desde el que actúa colectivamente.

## Obras
- La classe operaia non va in paradiso: dal marxismo occidentale all'operaismo italiano, en Alla ricerca della produzione perduta, Bari, Dedalo, 1982. ISBN 978-88-220-0179-5.
- Cosa possiamo chiedere al marxismo. Sull'identità filosofica del materialismo storico, en Marxismo in mare aperto. Rilevazioni, ipotesi, prospettive, Milano, Angeli, 1983. ISBN 978-88-204-3981-1.
- La filosofia imperfetta. Una proposta di ricostruzione del marxismo contemporaneo, Milano, Angeli, 1984.
- La teoria in pezzi. La dissoluzione del paradigma teorico operaista in Italia (1976-1983), Bari, Dedalo, 1984. ISBN 88-220-3805-3.
- La ricostruzione del marxismo fra filosofia e scienza, in La cognizione della crisi. Saggi sul marxismo di Louis Althusser, Milano, Angeli, 1986.
- Vers une nouvelle alliance. Actualité et possibilités de développement de l'effort ontologique de Bloch et de Lukàcs, in Ernst Bloch et György Lukács. Un siècle après). 1986, Actes Sud [traducido en alemán como Verdinglichung und Utopie, Sendler, 1987].
- La rivoluzione teorica di Louis Althusser, en Il marxismo di Louis Althusser, Pisa, Vallerini, 1987.
- Viewing Lukàcs from the 1980s, The University of Chicago Press, 1987.
- La passione durevole, Milano, Vangelista, 1989.
- La musa di Clio vestita di rosso, in Trasformazione e persistenza. Saggi sulla storicità del capitalismo, Milano, Angeli, 1990. ISBN 978-88-204-3658-2.
- Il filo di Arianna. Quindici lezioni di filosofia marxista, Milano, Vangelista, 1990.
- Il marxismo ed il problema teorico dell'eguaglianza oggi, en Egalitè-inegalitè. Atti del Convegno organizzato dall'Istituto italiano per gli studi filosofici e dalla Biblioteca comunale di Cattolica. Cattolica, 13-15 settembre 1989, Urbino, Quattro venti, 1990.
- Il convitato di pietra. Saggio su marxismo e nichilismo, Milano, Vangelista, 1991.
- L'assalto al cielo. Saggio su marxismo e individualismo, Milano, Vangelista, 1992.
- Il pianeta rosso. Saggio su marxismo e universalismo, Milano, Vangelista, 1992.
- Ideologia Italiana. Saggio sulla storia delle idee marxiste in Italia, Milano, Vangelista, 1993.
- The dream and the reality. The spiritual crisis of western Marxism, en Marxism and spirituality. An international anthology, Bengin and Gavey, 1993.
- Il tempo della ricerca. Saggio sul moderno, il postmoderno e la fine della storia, Milano, Vangelista, 1993.
- Louis Althusser. La lutte contre le sens commun dans le mouvement communiste "historique" au XX siècle, en Politique et philosophie dans l'œuvre de Louis Althusser. Presses Universitaires de France, 1993.
- L'eguale libertà. Saggio sulla natura umana, Milano, Vangelista, 1994.
- Oltre la gabbia d'acciaio. Saggio su capitalismo e filosofia, con Gianfranco La Grassa, Milano, Vangelista, 1994.
- Il teatro dell'assurdo (cronaca e storia dei recenti avvenimenti italiani). Una critica alla cultura dominante della sinistra nell'attuale scontro tra berlusconismo e progressismo, con Gianfranco La Grassa, Milano, Punto Rosso, 1995.
- Una teoria nuova per una diversa strategia politica. Premesse teoriche alla critica della cultura dominante della sinistra esposta nel Teatro dell'assurdo, con Gianfranco La Grassa, Milano, Punto Rosso, 1995.
- Il marxismo vissuto del Che, en Adys Cupull y Froìlan Gonzales, Cálida presencia. Lettere di Che Guevara a Tita Infante, 1952-1956, Milano, Punto Rosso, 1996.
- Un elogio della filosofia, Milano, Punto Rosso, 1996.
- Quale comunismo?, in Uomini usciti di pianto in ragione. Saggi su Franco Fortini, Roma, Manifestolibri, 1996. ISBN 88-7285-074-6.
- La fine di una teoria. Il collasso del marxismo storico del Novecento, con Gianfranco La Grassa, Milano, UNICOPLI, 1996. ISBN 88-400-0409-2.
- Il comunismo storico novecentesco (1917-1991). Un bilancio storico e teorico, Milano, Punto Rosso, 1997.
- Nichilismo Verità Storia. Un manifesto filosofico della fine del XX secolo, con Massimo Bontempelli, Pistoia, CRT, 1997.
- Gesù. Uomo nella storia, Dio nel pensiero, con Massimo Bontempelli, Pistoia, CRT, 1997.
- Il crepuscolo della profezia comunista. A 150 anni dal “Manifesto”, il futuro oltre la scienza e l'utopia, Pistoia, CRT, 1998. ISBN 88-87296-08-1.
- L'alba del Sessantotto. Una interpretazione filosofica, Pistoia, CRT, 1998. ISBN 88-87296-13-8.
- Marxismo, Filosofia, Verità, Pistoia, CRT, 1998. ISBN 88-87296-14-6.
- Destra e sinistra. La natura inservibile di due categorie tradizionali, Pistoia, CRT, 1998. ISBN 88-87296-24-3.
- La questione nazionale alle soglie del XXI secolo. Note introduttive ad un problema delicato e pieno di pregiudizi, Pistoia, CRT, 1998. ISBN 88-87296-23-5.
- Le stagioni del nichilismo. Un'analisi filosofica ed una prognosi storica, Pistoia, CRT, 1998. ISBN 88-87296-15-4.
- Individui liberati, comunità solidali. Sulla questione della società degli individui, Pistoia, CRT, 1998. ISBN 88-87296-16-2.
- Contro il capitalismo, oltre il comunismo. Riflessioni su di una eredità storica e su un futuro possibile, Pistoia, CRT, 1998.
- La fine dell'Urss. Dalla transizione mancata alla dissoluzione reale, Pistoia, CRT, 1999. ISBN 88-87296-35-9.
- Il ritorno del clero. La questione degli intellettuali oggi, Pistoia, CRT, 1999. ISBN 88-87296-34-0.
- Le avventure dell'ateismo. Religione e materialismo oggi, Pistoia, CRT, 1999. ISBN 88-87296-66-9.
- Un nuovo manifesto filosofico. Prospettive inedite e orizzonti convincenti per il pensiero, con Andrea Cavazzini, Pistoia, CRT, 1999. ISBN 88-87296-33-2.
- Hegel Marx Heidegger. Un percorso nella filosofia contemporanea, Pistoia, CRT, 1999. ISBN 88-87296-68-5.
- Scienza, politica, filosofia. Un'interpretazione filosofica del Novecento, Pistoia, CRT, 1999. ISBN 88-87296-67-7.
- I secoli difficili. Introduzione al pensiero filosofico dell'Ottocento e del Novecento, Pistoia, CRT, 1999. ISBN 88-87296-32-4.
- L'educazione filosofica. Memoria del passato, compito del presente, sfida del futuro, Pistoia, CRT, 2000. ISBN 88-87296-73-1.
- Il bombardamento etico. Saggio sull'interventismo umanitario, l'embargo terapeutico e la menzogna evidente, Pistoia, CRT, 2000. ISBN 88-87296-77-4.
- Marxismo e filosofia. Note, riflessioni e alcune novità, Pistoia, CRT, 2002. ISBN 88-88172-14-9.
- Un secolo di marxismo. Idee e ideologie, Pistoia, CRT, 2003. ISBN 88-88172-29-7.
- Un filosofo controvoglia. Introduzione a Günther Anders, L'uomo è antiquato, Bollati Boringhieri, 2003.
- Le contraddizioni di Norberto Bobbio. Per una critica del bobbianesimo cerimoniale, Pistoia, CRT, 2004. ISBN 88-88172-20-3.
- Marx inattuale. Eredità e prospettiva, Torino, Bollati Boringhieri, 2004. ISBN 88-339-1511-5.
- Verità filosofica e critica sociale. Religione, filosofia, marxismo, Pistoia, CRT, 2004. ISBN 88-88172-22-X.
- Dove va la sinistra?, ed. de Stefano Boninsegni, Roma, Settimo Sigillo, 2004. ISBN 8000410100002.
- Comunitarismo filosofia politica, Molfetta, Noctua, 2004.
- La filosofia classica tedesca, prefacio a Renato Pallavidini, Dialettica e prassi critica. Dall'idealismo al marxismo, Molfetta, Noctua, 2004.
- L'ideocrazia imperiale americana, Roma, Settimo Sigillo, 2004. ISBN 8000433500001.
- Filosofia del presente. Un mondo alla rovescia da interpretare, Roma, Settimo Sigillo, 2004. ISBN 8000439600002.
- Filosofia e geopolitica, Parma, All'insegna del Veltro, 2005. ISBN 8000449000007.
- Del buon uso dell'universalismo. Elementi di filosofia politica per il XXI secolo, Roma, Settimo Sigillo, 2005. ISBN 8000458500000.
- Dialoghi sul presente. Alienazione, globalizzazione destra/sinistra, atei devoti. Per un pensiero ribelle, con Alain de Benoist y Giuseppe Giaccio, Napoli, Controcorrente, 2005. ISBN 88-89015-58-6.
- Prefazione en Renato Pallavidini, La comunità ritrovata. Rousseau critico della modernità illuminista, Torino, Libreria Stampatori, 2005. ISBN 88-88057-61-7.
- Marx e gli antichi greci, con Luca Grecchi, Pistoia, Petite plaisance, 2005. ISBN 88-7588-088-3.
- Il popolo al potere. Il problema della democrazia nei suoi aspetti storici e filosofici, Casalecchio, Arianna Editrice, 2006. ISBN 88-87307-57-1.
- Verità e relativismo. Religione, scienza, filosofia e politica nell'epoca della globalizzazione, Torino, Alpina, 2006. ISBN 978-88-902470-3-3.
- Elogio del comunitarismo Napoli, Controcorrente, 2006. ISBN 88-89015-50-0.
- Il paradosso De Benoist. Un confronto politico e filosofico, Roma, Settimo Sigillo, 2006. ISBN 978-88-6148-008-7.
- Storia della dialettica, Pistoia, Petite plaisance, 2006. ISBN 88-7588-083-2.
- La democrazia in Grecia. Storia di un'idea, forza di un valore, en Presidiare la democrazia realizzare la Costituzione. Atti del seminario itinerante sulla difesa della Costituzione, 12-13-14 dicembre 2005, Bardonecchia, Susa, Bussoleno, Condove, Borgone Susa, Edizioni Melli-Quaderni Sarà Dura!, 2006.
- Storia critica del marxismo. Dalla nascita di Karl Marx alla dissoluzione del comunismo storico novecentesco, 1818-1991, Napoli, La città del sole, 2007. ISBN 978-88-8292-344-0.
- Postfazione en Luca Grecchi, Il presente della filosofia italiana, Pistoia, Petite plaisance, 2007. ISBN 88-7588-009-3.
- Storia dell'etica, Pistoia, Petite plaisance, 2007. ISBN 88-7588-011-5.
- Hegel antiutilitarista, Roma, Settimo Sigillo, 2007. ISBN 978-88-6148-017-9.
- Storia del materialismo, Pistoia, Petite plaisance, 2007. ISBN 88-7588-015-8.
- Una approssimazione al pensiero di Karl Marx. Tra materialismo e idealismo, Saonara, Il Prato, 2007. ISBN 978-88-89566-76-3.
- Ripensare Marx. Filosofia, Idealismo, Materialismo, Potenza, Ermes, 2007. ISBN 88-87687-61-7.
- Un trotzkismo capitalistico? Ipotesi sociologico-religiosa dei Neocons americani e dei loro seguaci europei, en Neocons. L'ideologia neoconservatrice e le sfide della storia, Rimini, Il Cerchio, 2007. ISBN 88-8474-150-5.
- Alla ricerca della speranza perduta. Un intellettuale di sinistra e un intellettuale di destra "non omologati" dialogano su ideologie e globalizzazione, con Luigi Tedeschi, Roma, Settimo Sigillo, 2008. ISBN 978-88-6148-033-9.
- La quarta guerra mondiale, Parma, All'insegna del Veltro, 2008.
- L'enigma dialettico del Sessantotto quarant'anni dopo, en La rivoluzione dietro di noi. Filosofia e politica prima e dopo il '68, Roma, Manifestolibri, 2008. ISBN 978-88-7285-549-2.
- Il marxismo e la tradizione culturale europea, Pistoia, Petite plaisance, 2009. ISBN 88-7588-024-7.
- Nuovi signori e nuovi sudditi. Ipotesi sulla struttura di classe del capitalismo contemporaneo, con Eugenio Orso, Pistoia, Petite plaisance, 2010. ISBN 88-7588-036-0.
- Logica della storia e comunismo novecentesco. L'effetto di sdoppiamento, con Roberto Sidoli, Pistoia, Petite plaisance, 2010. ISBN 88-7588-038-7.
- Elementi di Politicamente Corretto. Studio preliminare su di un fenomeno ideologico destinato a diventare in futuro sempre più invasivo e importante, Petite Plaisance, 2010.
- Filosofia della verità e della giustizia. Il pensiero di Karel Kosík, con Linda Cesana, Pistoia, Petite plaisance, 2012. ISBN 978-88-7588-062-0.
- Lettera sull'Umanesimo, Pistoia, Petite plaisance, 2012. ISBN 978-88-7588-066-8.
- Una nuova storia alternativa della filosofia. Il cammino ontologico-sociale della filosofia, Pistoia, Petite plaisance, 2013. ISBN 978-88-7588-108-5.
- Lineamenti per una nuova filosofia della storia. La passione dell'anticapitalismo, con Luigi Tedeschi, Saonara, Il Prato, 2013. ISBN 978-88-6336-184-1.
- Dialoghi sull'Europa e sul nuovo ordine mondiale, con Luigi Tedeschi, Saonara, Il Prato, 2015. ISBN 978-88-6336-238-1.
- Collisioni. Dialogo su scienza, religione e filosofia, con Andrea Bulgarelli, Pistoia, Petite plaisance, 2015, ISBN 978-88-7588-153-5.